# Комсомольское (Кабардино-Балкария)
Комсомо́льское — село в Прохладненском районе Кабардино-Балкарской Республики. Входит в состав муниципального образования «Сельское поселение Янтарное».

## География
Селение расположено в центральной части Прохладненского района, на правом берегу магистрального канала имени Ленина. Находится в 18 км к северо-востоку от сельского центра Янтарное, в 15 км к северо-западу от районного центра Прохладный и в 75 км к северо-востоку от города Нальчик.
Граничит с землями населённых пунктов: Пролетарское на востоке, Шарданово и Учебное на юге, а также с железнодорожной станцией Солдатская на западе. 
Населённый пункт расположен на наклонной Кабардинской равнине, в равнинной зоне республики. Средние высоты на территории села составляют 240 метров над уровнем моря. Рельеф местности представляет собой в основном волнистые равнины с общим уклоном с северо-запада на юго-восток, без резких колебаний относительных высот.
Естественная гидрографическая сеть на территории села отсутствует. Однако его отсутствие компенсирует каналы — имени Ленина, Большой Прохладненский и Бригадный. 
Климат влажный умеренный. Среднегодовая температура воздуха положительная и составляет около +11,0°С. Средняя температура воздуха в июле достигает +24,0°С. Средняя температура января составляет около -2,0°С. Среднегодовое количество осадков составляет около 700 мм. Абсолютная среднегодовая влажность воздуха составляет около 9,5-9,7 мм. В конце лета возможны суховеи дующие из Прикаспийской низменности. 

## История
Селение основано в середине XX века, в период строительства оросительных каналов в Прохладненском районе. Сам новый населённый пункт был построен между двумя запруднёнными озёрами. 

## Население
| 2002 | 2010 | 2021 |
| ---- | ---- | ---- |
| 489  | ↗697 | ↘526 |

Национальный состав
По данным Всероссийской переписи населения 2021 года:
| Народ                | Численность, чел. | Доля от всего населения, % |
| -------------------- | ----------------- | -------------------------- |
| русские              | 446               | 84,79 %                    |
| балкарцы             | 43                | 8,17 %                     |
| кабардинцы (черкесы) | 13                | 2,47 %                     |
| немцы                | 13                | 2,47 %                     |
| украинцы             | 7                 | 1,33 %                     |
| другие               | 4                 | 0,76 %                     |
| нет / не указано     | 0                 | 0                          |
| всего                | 526               | 100 %                      |

Половозрастной состав
По данным Всероссийской переписи населения 2010 года:
| Возраст     | Мужчины, чел. | Женщины, чел. | Общая численность, чел. | Доля от всего населения, % |
| ----------- | ------------- | ------------- | ----------------------- | -------------------------- |
| 0 — 14 лет  | 69            | 68            | 137                     | 19,66 %                    |
| 15 — 59 лет | 231           | 224           | 455                     | 65,28 %                    |
| от 60 лет   | 31            | 74            | 105                     | 15,06 %                    |
| Всего       | 331           | 366           | 697                     | 100 %                      |

Мужчины — 331 чел. (47,49 %). Женщины — 366 чел. (52,52 %). 
Средний возраст населения — 35,1 лет. Медианный возраст населения — 33,9 лет.
Средний возраст мужчин — 32,5 лет. Медианный возраст мужчин — 31,3 лет.
Средний возраст женщин — 37,4 лет. Медианный возраст женщин — 35,7 лет.

## Инфраструктура
Основные объекты социальной инфраструктуры расположены в центре сельского поселения — Янтарное

## Улицы
На территории села зарегистрировано 6 улиц:

| Виноградная |
| Заречная    |

| Космонавтов |
| Молодёжная  |

| Новая    |
| Школьная |